# Абу Кир
Абукир пренасочва насам.  За кораба вижте Абукир (броненосен крайцер, 1900).
Абу Кир (на арабски: ابو قير) е град в мухафаза Александрия, северен Египет.
Разположен е на брега на Средиземно море в западния край на Делтата на Нил, на югозападния бряг на Абукирския залив и на 15 километра североизточно от центъра на град Александрия. Селището съществува от древността (Херодот го нарича древен град), когато носи името Канопос. Сегашното си име носи в чест на християнския мъченик свети Кир, екзекутиран в града в началото на IV век. Градът е известен и с три сражения по време на Революционните войни – през 1798, 1799 и 1801 година.